# Nikolaj Titenok
Nikolaj Ivanovič Titenok, ukrajinski gasilec * 5. december 1962 Vilcha, Sovjetska zveza † 16. maj 1986 Moskva, Sovjetska zveza.
Titenok je bil gasilec 6. neodvisne militarizirane gasilske enote za zaščito mesta Pripjat. Leta 1986 je sodeloval pri gašenju požara v jedrski elektrarni Černobil.

## Biografija
Titenok se je rodil v Vilchi 5. decembra 1962, v takratni Sovjetski zvezi.
Po opravljeni diplomi je Titenok služil kot starejši vodnik notranje službe gasilcev v Pripjatu. Sodeloval je pri gašenju požara v reaktorju 4 jedrske elektrarne v Černobilu 26. aprila 1986 in bil pri tem izpostavljen veliki dozi sevanja.
Titenok je bil naprej hospitaliziran v bolnišnici v Pripjatu, nato pa odpeljan v posebno bolnišnico v Moskvi, kjer je 16. maja 1986 podlegel akutni sevalni zastrupitvi in umrl v starosti 23 let. Pokopan je bil na pokopališču Mitinskoe v Moskvi.